# Carex madagascariensis
Carex madagascariensis är en halvgräsart som beskrevs av Johann Otto Boeckeler. Carex madagascariensis ingår i släktet starrar, och familjen halvgräs.
Artens utbredningsområde är Madagaskar. Inga underarter finns listade i Catalogue of Life.